# Lady Elliot Island
Lady Elliot Island är en ö i Australien. Den ligger i delstaten Queensland, omkring 370 kilometer norr om delstatshuvudstaden Brisbane. Arean är 0,40 kvadratkilometer. Den sträcker sig 0,8 kilometer i nord-sydlig riktning, och 1,0 kilometer i öst-västlig riktning.
Savannklimat råder i trakten. Genomsnittlig årsnederbörd är 1 241 millimeter. Den regnigaste månaden är januari, med i genomsnitt 253 mm nederbörd, och den torraste är september, med 26 mm nederbörd.